# Planinsko društvo Železničar Ljubljana
Leta 1949, le nekaj let po koncu druge svetovne vojne, so ljudje, kolikor so le zmogli, obnavljali svojo porušeno domovino. Po  vseh vojnih strahotah, ki so jih doživeli, so po napornem delu v službi in še za tiste čase obveznem prostovoljnem delu začeli iskati možnosti, kako bi se spočili, si nabrali novih moči in vsaj za kratek čas pobegnili iz vsakdanjika. V ta namen so med drugim začeli ustanavljati društva somišljenikov. Ljubitelji gora so spet začeli hoditi v gore, planine so ponovno oživele. Železničarji pri tem kajpada niso bili izjema: množično so se ob vsem drugem udeleževali prostovolnega dela pri obnovi planinskih postojank. Iz vrst železničarjev - planincev je ob teh delih prišla pobuda, da bi ustanovili lastno planinsko društvo in leta 1949 so v Ljubljani stekle priprave na ustanovitev planinskega društva Železničar. Dne 26. novembra istega leta je bil ustanovni občni zbor, kjer je bil za prvega predsednika društva izvoljen Danijel Lepin, takratni direktor železnic v Sloveniji, ter člani upravnega odbora. Ambiciozno zastavljeno društvo so sestavljali različni odseki.
PD Železničar v letu 1961 kupi pastirski stan in zemljišče na planini Vogar. Pred obnovo in razširitvijo se leta 1962 v planinsko postojanko pripelje vodovod z 2,5 km oddaljene planine Hebed. Obnova se nadaljuje v naslednjem letu, ko so zrušili precejšen del stare stavbe in začeli graditi na novo. Jeseni istega leta je bil objekt že pod streho.Z deli se nadaljuje vse do slavnostne otvoritve doma, ki je bila 22. julija 1966. Ob 20-letnici društva so dom poimenovali po Dragu Kosiju (1894-1968), enem najbolj marljivih in zaslužnih članov PD Železničar, ki ima tudi velike zasluge za gradnjo doma. Dom so v letu 1976 zopet nekoliko povečali in popravili ter postavili dve smučarski vlečnici. Od leta 1981 pa vse do leta 1985 so dozidali novi del doma, uredili kuhinjo, sanitarije in požarno-varstvene naprave. V devetesetih letih pa so v  planinsko postojanko priključili še mobitel.